# Турбінікарпус
Турбінікарпус (Turbinicarpus (Backeb.) Buxb. & Backeb., 1937) — рід з родини кактусових. Ареал — США (Техас) і Мексика (від півночі до центральних штатів Ідальго, Сан-Луїс-Потосі, Тамауліпас.

## Історія роду
Назва роду походить від лат. turbinatus — кеглеподібний і грец. carpos — плід. Пов'язана з формою плодів рослин.
Перший представник роду був описаний як Echinocactus schmiedickeanus Boed. 1928 р. Фрідріхом Бедекером. 1936 р. Курт Баккеберг вводить у ботанічну номенклатуру назву Turbinicarpus як підрід монотипного роду Strombocactus Br. & R., але вже через рік, 1937 р. спільно з Ф. Буксбаумом переводить його в ранг самостійного роду. Згодом до роду Turbinicarpus увійшли роди Gymnocactus, Normanbokea, Rapicactus. Споріднений з родами Neolloydia, Escobaria, Coryphantha, Thelocactus, Sclerocactus.

## Природні умови росту й розвитку

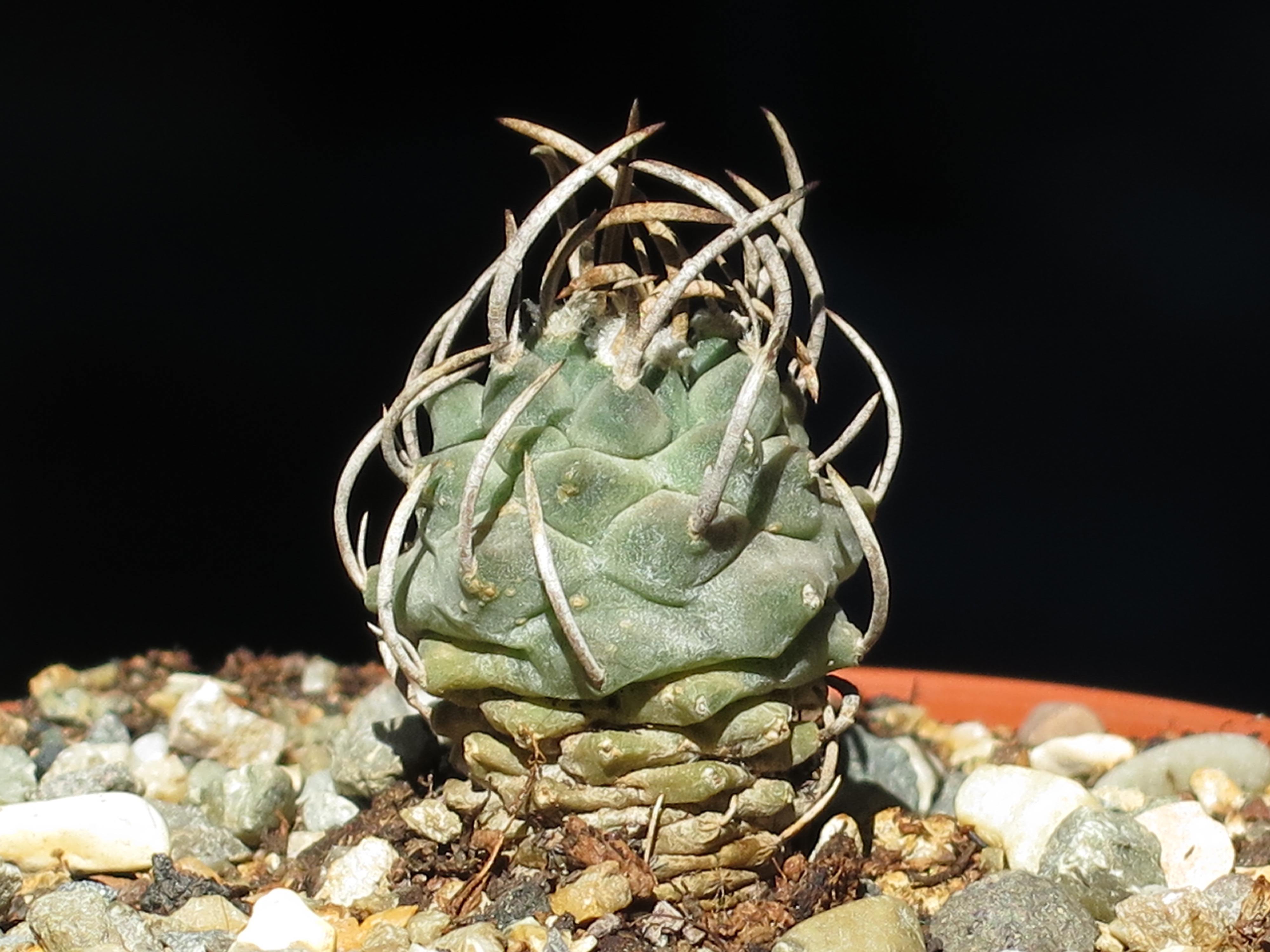
Turbinicarpus schmiedickeanus subsp. schwarzii

Ареал розповсюдження обмежений мексиканськими штатами Сан-Луїс-Потосі, Тамауліпас, Ідальго та Техасом (США). Здебільшого турбінікарпуси виростають серед насичених вапняними породами кам'янистих осипів і надають перевагу пологій, злегка горбистій місцевості, а не крутим схилами гір. Невеликі за розмірами стебла рослин знаходять тимчасовий захист від палючих сонячних променів, притискаючись до граней уламків гірських порід, або в півтіні від більш великих представників флори. Більшість видів у посушливий період зменшує об'єм стебла і майже повністю заглиблюється у ґрунт. Надлишок вологи в період вегетації призводить навіть до розтріскування стебел, що більше спостерігається не в природних умовах, а в культурі. Для турбінікарпусів характерний дуже повільний ріст і різкі відмінності ювенільних форм від зрілої стадії розвитку, хоча вони можуть цвісти на 2-3-й рік після посіву. Останнім часом у каталогах торговельних фірм з'явилася велика група нових видів, таксономічний ранг яких досить сумнівний, незважаючи на їх видові описи, виконані в установленому порядку.

## Утримання в колекціях
У колекціях турбінікарпусам виділяють сонячне місце з постійним припливом свіжого повітря. Полив у період вегетації помірний і нерегулярний, щоб земляний ком не тільки повністю просихав, а й перебував у такому стані деякий час. Турбінікарпуси добре ростуть на субстраті, який складається з 50 % суміші глини та піску, не більше 15 % листової землі, до 20 % гравійних крихт з додаванням дробленого мармуру або гіпсу, решта — наповнювачі. Взимку турбінікарпуси утримують сухо при температурі 6-10 °C. До кінця зимівлі стебла рослин дещо зморщуються, стають порівняно м'якими і помітно втягуються в субстрат. Перші весняні поливання не повинні призводити до застою вологи в ґрунті, оскільки це може призвести до загнивання рослини. З появою ознак вегетації і розвитком пуп'янків норму поливання збільшують. Розмножують турбінікарпуси посівом.

## Перелік видів

### РідTurbinicarpus

#### ПідрідTurbinicarpus

##### СекціяGracilis
- Turbinicarpus dickisoniae
- Turbinicarpus gracilis
- Turbinicarpus hoferi
- Turbinicarpus swobodae

##### СекціяLophophoroides
- Turbinicarpus alonsoi
- Turbinicarpus bonatzii
- Turbinicarpus flaviflorus
- Turbinicarpus knuthianus
- Turbinicarpus jauernigii
- Turbinicarpus laui
- Turbinicarpus lophophoroides
- Turbinicarpus rioverdensis

##### СекціяMacrochele
- Turbinicarpus macrochele
- Turbinicarpus macrochele subsp. frailensis
- Turbinicarpus macrochele subsp. polaskii
- Turbinicarpus macrochele subsp. valteri

##### СекціяTurbinicarpus
- Turbinicarpus klinkerianus
- Turbinicarpus klinkerianus subsp. schwartzii
- Turbinicarpus klinkerianus subsp. hiemalis
- Turbinicarpus klinkerianus subsp. planiziei
- Turbinicarpus schmiedickeanus
- Turbinicarpus schmiedickeanus subsp. rubriflorus
- Turbinicarpus schmiedickeanus subsp. andersonii

##### СекціяValdeziani
- Turbinicarpus pseudopectinatus
- Turbinicarpus valdezianus

##### СекціяGymnocactus
- Turbinicarpus nieblae
- Turbinicarpus saueri subsp. saueri
- Turbinicarpus saueri subsp. nelissae
- Turbinicarpus ysabelae

##### СекціяViereckii
- Turbinicarpus gielsdorfianus
- Turbinicarpus major
- Turbinicarpus viereckii subsp. viereckii
- Turbinicarpus viereckii subsp. neglectus

##### Природні гібриди
- Turbinicarpus × mombergeri (pseudopectinatus × laui)

#### ПідрідKadenicarpus

##### СекціяBravocactus
- Turbinicarpus horripilus

##### СекціяKadenicarpus
- Turbinicarpus krainzianus
- Turbinicarpus krainzianus subsp. minimus
- Turbinicarpus pseudomacrochele

#### ПідрідRapicactus
- Rapicactus beguinii
- Rapicactus beguinii subsp. hintoniorum
- Rapicactus booleanus
- Rapicactus canescens
- Rapicactus donatii
- Rapicactus subterraneus
- Rapicactus zaragosae

#### ПідрідLodia
- Rapicactus mandragora
- Rapicactus pailanus

## Охорона у природі
16 видів роду Турбінікарпус входять до Червоного списку Міжнародного Союзу Охорони Природи
| - Turbinicarpus alonsoi — статус: «Види на межі зникнення» - Turbinicarpus beguinii — статус: «Найменший ризик» - Turbinicarpus gielsdorfianus — статус: «Види на межі зникнення» - Turbinicarpus hoferi — статус: «Види на межі зникнення» - Turbinicarpus horripilus — статус: «Види під загрозою вимирання» - Turbinicarpus laui — статус: «Види на межі зникнення» - Turbinicarpus lophophoroides — статус: «Види, близькі до загрозливого стану» - Turbinicarpus mandragora — статус: «Види на межі зникнення» | - Turbinicarpus pseudomacrochele — статус: «Види під загрозою вимирання» - Turbinicarpus pseudopectinatus — статус: «Найменший ризик» - Turbinicarpus saueri — статус: «Уразливі види» - Turbinicarpus schmiedickeanus — статус: «Види, близькі до загрозливого стану» - Turbinicarpus subterraneus — статус: «Види під загрозою вимирання» - Turbinicarpus swobodae — статус: «Види на межі зникнення» - Turbinicarpus valdezianus — статус: «Уразливі види» - Turbinicarpus viereckii — статус: «Найменший ризик» |